# 100084 Gussmann
100084 Gussmann este o planetă minoră (asteroid), cu un diametru de 3,363 km, din centura de asteroizi. A fost descoperită pe 26 septembrie 1992 la Thüringer Landessternwarte Tautenburg⁠(d) de Freimut Börngen. 
Obiectul prezintă o orbită caracterizată de o semiaxă mare de 2,3246278535754 UAi, o excentricitate de 0,25893919834332, o înclinație de 10,208788923037 ° în raport cu ecliptica.